# Dysum Czienpa
I Gjalła Karmapa, Dysum Czienpa (tyb.: དུས་གསུམ་མཁྱེན་པ་, Wylie: dus gsum mkhyen pa; 1110–1193) – mistrz buddyjski, przywódca tybetańskiej szkoły Karma Kagyu. Był uczniem tybetańskiego mistrza – Gampopy. Jako uzdolnione dziecko już od najmłodszych lat studiował dharmę (buddyjskie nauki) razem z ojcem, a jako dwudziesto- i trzydziestolatek znalazł wielkich nauczycieli. Osiągnął oświecenie w wieku pięćdziesięciu lat, praktykując jogę snu. Był odtąd uważany za Karmapę, manifestację Awalokiteśwary, którego przyjście było przepowiedziane w sutrach Samadhiraja i Lankavatara.